# Cultura de Guinea

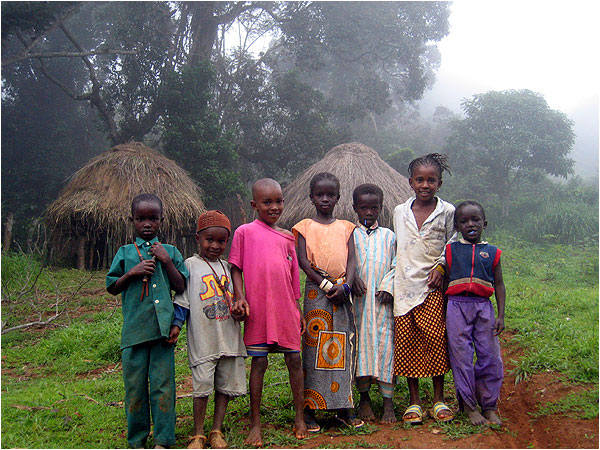
Niños de Guinea.

La cultura de Guinea se nutre del aporte de los pueblos autóctonos, recibiendo la influencia de Francia la potencia colonial que se asentó en la zona.
La población de Guinea comprende 7,5 millones de personas (2010) y está formada por 24 grupos étnicos. Los principales grupos étnicos de Guinea son los fulani dedicados al pastoreo y principalmente asentados en la zona de Futa Yallon constituyen un 40% de la población, los malinké o mandinka representan el 30% de la población y principalmente viven en la zona este de Guinea dedicados a la agricultura, los susu (20% de la población) , entre otros. 
Aunque el francés es el idioma oficial, cada grupo étnico posee su propia lengua. También se habla árabe, insula, pular, kpelle, loma, maninka y susu. 
Un 85% de la población es musulmana; el resto son cristianos, fe Baha'i faith, hinduismo, budismo o practican alguna otra forma de creencias religiosas tradicionales.

## Sociedad

### Estratificación social

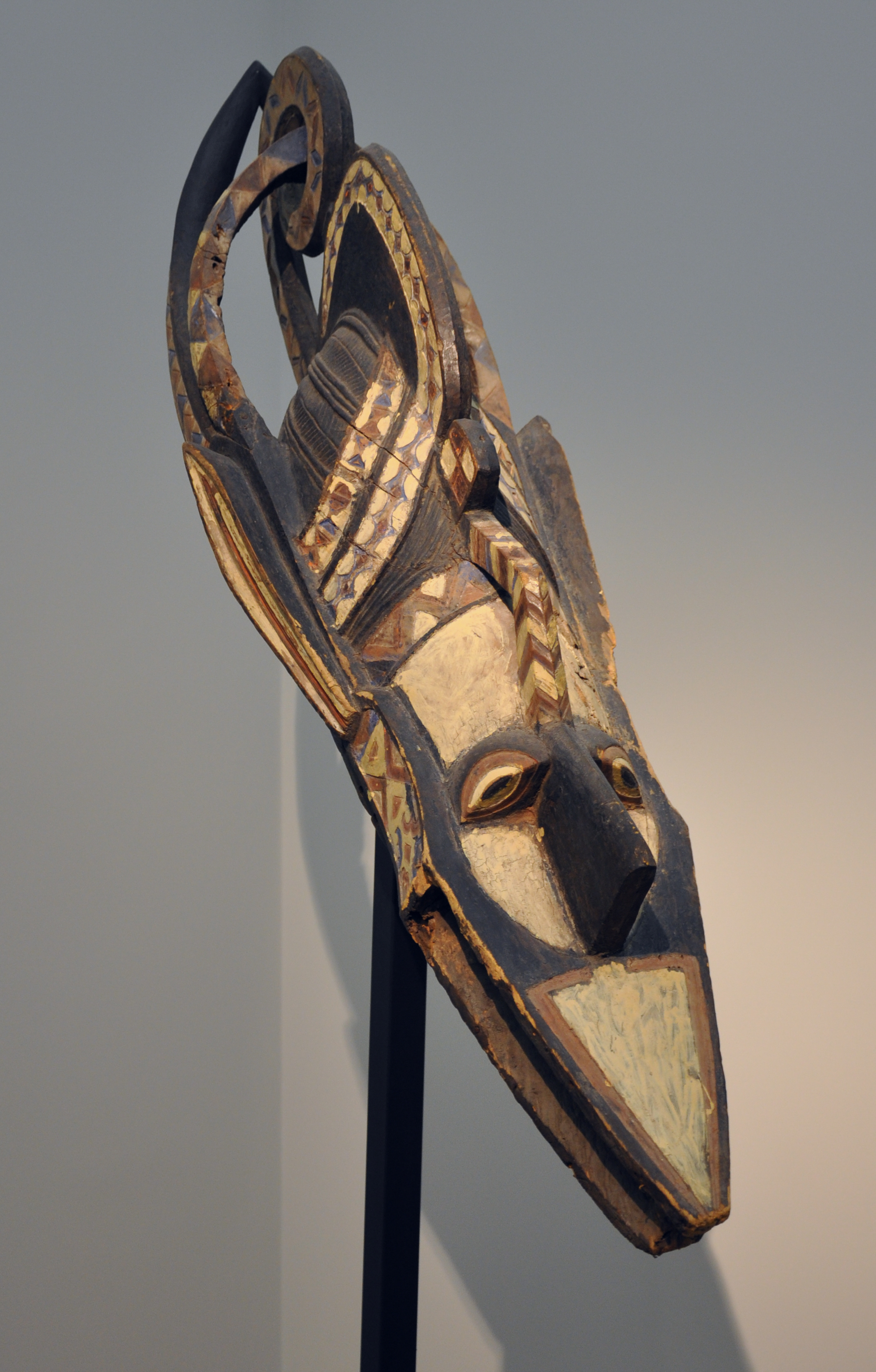
Máscara ceremonial de Guinea.

La sociedad de Guinea exhibe un sistema de clases y castas. Si bien la educación occidental y el empleo en el sector formal han limitado la fuerza de tradicionales órdenes sociales de clases y castas, los legados de los grupos de castas y la esclavitud doméstica continúan dando forma a las relaciones sociales. En Guinea Media y Alta, artesanos profesionales, tales como herreros, talabarteros y bardos forrman una casta social. También son evidentes la presencia de categorías sociales precoloniales en las zonas donde los descendientes de los esclavos viven en pueblos agrícolas que fueron habitados por sus antepasados en condiciones de servidumbre. En la mayoría de las zonas, el matrimonio entre mujeres nobles y hombres de castas bajas está mal visto. Estas clasificaciones tradicionales se han debilitado en la medida que la educación, el empleo y la riqueza han creado nuevas jerarquías sociales. 
La estratificación social puiede ser observada en distintos aspectos de la sociedad de Guinea. Bajo el régimen de Touré, la mayoría de la gente era pobre y se prohibió y castigó la corrupción y malversación de fondos. Con la apertura del país bajo la presidencia de Conté, la brecha entre ricos y pobres ha aumentado. Un segmento pequeño pero significativo de la población se ha beneficiado de los programas de inversión que se han iniciado desde mediados de la década de 1980. Los automóviles y las casas grandes, a veces equipadas con generadores eléctricos y piscinas, simbolizan la riqueza del sector de elite. Profesionales extranjeros constituyen una parte importante de este sector. La riqueza de los ricos contrasta con el estilo de vida del resto de la gente, muchos de los cuales no tienen acceso a electricidad, agua corriente y servicios sanitarios. 
Fuera de Conakri, los símbolos de éxito varían de acuerdo a los medios de la región y condiciones relativas. En los pueblos pequeños, una familia rica puede invertir en una casa de concreto con techo de aluminio corrugado. En este contexto, la adquisición de una bicicleta o una motocicleta puede demostrar prosperidad. A veces, los pueblos o barrios reúnen sus recursos para construir mezquitas o escuelas. Tanto en las zonas urbanas y rurales, los hombres pueden utilizar su riqueza para comprar la dote y casarse.

## Gastronomía
Los platillos de la gastronomía de Guinea son muy particulares y sabrosos. Los ingredientes por lo general incluyen: frutas, leche, vegetales, y carnes. Entre los platillos populares se encuentran carne o pescado al asador lo cual es por lo general servido junto con semillas de calabaza trituradas y pollo con salsa de crema. Otras especialidades son: arroz Jollof, pollo relleno de nueces, pescado con arroz, mandioca con ñame y maíz, y sopa de maíz.
Los platillos que se pueden paladear en Guinea poseen influencias de la gastronomía árabe, asiática y europea. Algunos de las entradas incluyen: salchichas de copetín (preparadas con bizcochos y salchichas), langostinos marinados (cocinados con aceite, ajo, langostinos, pimienta, jugo de lima, cebollines, cilantro, azúcar y cáscara de lima molida), crema con yogur y pepino (preparado con yogur sin sabor descremado, jugo de limón, eneldo, crema agria, tomates cherry, ajo, pepino picado, zanahorias y brócoli) y crema picante de mariscos (preparada con leche, queso crema, carne de cangrejo y salsa Worcestershire). 
Un plato muy popular es un curry de garbanzo y espinaca (cocido con cebollas, jengibre, aceite de oliva, polvo de curry, garbanzo, tomates, agua, espinaca y sal), tacos de pollo (preparados con cebolla, pollo, orégano, comino, ají molido, ajo en polvo, paprika, calabaza, lechuga, tomates, queso rallado, salsa y harina), mumu (preparado con vegetales y cerdo asado), pata de cordero adobada (preparada con aceite vegetal, pata de cordero, sal, pimienta y hojas de romero secas), lasaña de berenjena (preparada con aceite de oliva, ajo, cebolla, tomate, berenjena, orégano, queso mozzarella rallado, albahaca seca y sal) y pescado kokoda (cocinado en salsa de lima y coco).

## Discografía
- Guinée : musiques des Kpelle : chants polyphoniques, trompes et percussions, Maison des Cultures du Monde, París ; Auvidis, Antony, 1998
- Guinée : percussions et chants Malinké, Buda musique, París ; Universal, 1998
- Guinée : percussions et chants Baga, Buda musique, París ; Universal, date?
- Guinée : concert de percussions, Buda musique, París ; Universal, 2001
- Griots de Guinée : Balante, Bambara, Malinké, Peul (collec. Charles Duvelle), Universal, Antony, 2004
- Guinée : flûte peule du Fouta Djallon, Buda musique, París ; distrib. Universal, 2006

## Filmografía
- Aoutara, jeunes filles baga, film documentaire de Laurent Chevallier, ADAV/Les films d'ici, París, 1996, 52' (VHS)
- Mögöbalu : les maîtres des tambours d'Afrique, film documentaire de Laurent Chevallier, ADAV, Les films d'ici, París, 1998, 59' (VHS)
- Le Sosso Bala Manding, film doucmentaire de Patrick Deval, 1999, 13' (DVD)

- Datos: Q7884258
- Multimedia: Culture of Guinea / Q7884258